# Eric (Miniserie)
Eric ist eine sechsteilige britische Psychothriller-Miniserie, die für den Streaming-Dienst Netflix produziert wurde. Benedict Cumberbatch spielt einen verzweifelten Puppenspieler, dessen kleiner Sohn im New York der 1980er Jahre verschwindet. Das Drehbuch wurde von Abi Morgan geschrieben, Lucy Forbes führte Regie und Holly Pullinger produzierte die Serie. Die Serie wurde vollständig am 30. Mai 2024 veröffentlicht.

## Handlung
Im New York des Jahres 1985 ist Vincent Anderson ein gefeierter Puppenspieler, der für seine virtuosen TV-Shows bekannt ist. Sein wohl größter Erfolg ist die Kindersendung Good Day Sunshine, die regelmäßig die Herzen seiner jungen Fans höherschlagen lässt. Sein selbstzerstörerisches Verhalten belastet nicht nur die Ehe mit seiner Frau Cassie, sondern auch die Beziehungen zu seiner Mutter Anne und zu seinen Kollegen Lennie und Ronnie. Als sein neunjähriger Sohn Edgar auf dem Weg in die vier Blocks entfernte Schule verschwindet, nimmt Vincents zunehmend unberechenbares Verhalten immer schlimmere Züge an. Er entfremdet sich weiter von seinen Freunden, seiner Familie und seinen Kollegen. Nach einem Alkoholexzess wird er von der zwei Meter großen, blauen Monsterpuppe Eric geweckt, von der er überzeugt ist, dass sie ihn wieder mit seinem Sohn zusammenbringt. Detective Michael Ledroit setzt währenddessen alles daran, mehr über Edgars Verschwinden zu erfahren, doch ahnt nicht, dass es zuvor bereits ähnliche Fälle gegeben hat.

## Besetzung und Synchronisation
Die deutsche Synchronisation erfolgt durch die Synchronfirma EVA Studios Germany GmbH in Berlin, wobei Martin Cichy für Dialogbuch und Philippa Jarke für Dialogregie verantwortlich zeichnet.
| Rollenname                     | Schauspieler         | Deutsche Synchronstimme | Bemerkung           |
| ------------------------------ | -------------------- | ----------------------- | ------------------- |
| Vincent Anderson Eric (Stimme) | Benedict Cumberbatch | Sascha Rotermund        |                     |
| Edgar Anderson                 | Ivan Morris Howe     | Mika Hinz               | Sohn von Vincent    |
| Cassie Anderson                | Gaby Hoffmann        | Magdalena Helmig        | Ehefrau von Vincent |
| Michael Ledroit                | McKinley Belcher III | Marios Gavrilis         |                     |
| Ronnie                         | Roberta Colindrez    | Janin Stenzel           |                     |
| Richard Costello               | Jeff Hephner         | Armin Schlagwein        |                     |
| Ali Gator                      | Wade Allain-Marcus   | Jaron Löwenberg         |                     |
| William Elliot                 | Mark Gillis          | Frank Schaff            |                     |
| Lennie Wilson                  | Dan Fogler           | Tobias Müller           |                     |
| George                         | Clarke Peters        | Dieter Memel            |                     |
| Anne Anderson                  | Phoebe Nicholls      | Antje von der Ahe       | Mutter von Vincent  |
| Cripp                          | David Denman         | Tobias Kluckert         |                     |
| Yuusuf Egbe                    | Bamar Kane           | Tobias Schmitz          |                     |
| Cecile Rochelle                | Adepero Oduye        | Dela Dabulamanzi        |                     |
| Robert Anderson                | John Doman           | Reinhard Scheunemann    | Vater von Vincent   |
| Raya                           | Alexis Molnar        | Jessica Rust            |                     |
| Jerry                          | Donald Sage Mackay   | Olaf Reichmann          |                     |
| Marlon Rochelle                | Bence Orere          |                         |                     |
| Ricardo                        | Orlando Norman       | David Kunze             |                     |
| TJ                             | Stefan Race          | Oscar Räuker            |                     |
| Sebastian                      | José Pimentão        | Philippa Jarke          |                     |
| Lexi                           | Levente Törköly      | Waléra Kanischtscheff   |                     |

## Episodenliste
| Nr. | Deutscher Titel | Originaltitel | Erstveröffentlichung USA | Deutschsprachige Erstveröffentlichung (D/A/CH) | Regie       | Drehbuch   |
| --- | --------------- | ------------- | ------------------------ | ---------------------------------------------- | ----------- | ---------- |
| 1 | Folge 1         | Episode 1     | 30. Mai 2024             | 30. Mai 2024                                   | Lucy Forbes | Abi Morgan |
| 1985 sehen sich der New Yorker Puppenspieler Vincent Anderson, der Schöpfer der langjährigen Kinderfernsehserie Good Day, Sunshine!, und sein Team zunehmendem Druck seitens ihres Senders ausgesetzt, die Attraktivität der Show durch die Einführung neuer Charaktere zu steigern. Vincents Sohn Edgar, 9, schlägt als neuen Charakter ein großes blaues Monster namens Eric vor, aber Vincent lehnt die Idee ab. Vincent und seine Frau Cassie haben eines Nachts einen lauten und heftigen Streit, den Edgar deutlich hören kann, und am nächsten Morgen lässt Vincent Edgar die paar Blocks zu seiner Schule allein gehen. Vincent kommt mit einer Schnittwunde an der Stirn zur Arbeit und ignoriert viele Anrufe von Cassie, nur um bei seiner Heimkehr festzustellen, dass Edgar an diesem Morgen nie in der Schule angekommen ist und nicht gefunden werden kann. Kurz nachdem der NYPD-Detektiv Michael Ledroit den Fall übernimmt, entdeckt ein Müllmann ein blutbeflecktes Good Day, Sunshine!-T-Shirt, das Edgar gehört. Ledroit hat einen nahegelegenen Nachtclub, „The Lux“, auf Edgars Weg zur Schule untersucht. Er hört sich eine heimliche Aufnahme an, die er im „The Lux“ gemacht hat und auf der die Stimme eines kleinen Jungen zu hören ist. Vincent ist verzweifelt und trinkt. Er beginnt, sich auf Edgars Zeichnungen von Eric zu konzentrieren, nachdem er viele davon im Zimmer des Jungen entdeckt hat. Am nächsten Morgen stellt er sich vor, dass Eric bei ihm ist und ihn drängt, Edgar zu finden. Unterdessen sieht man Edgars rote Jacke auf der Straße liegen. |                 |               |                          |                                                |             |            |
| 1 | Folge 2         | Episode 2     | 30. Mai 2024             | 30. Mai 2024                                   | Lucy Forbes | Abi Morgan |
| Vincent und Cassie rufen die Öffentlichkeit auf, Informationen über Edgar zu erhalten. Ledroits Ermittlungen führen ihn zum Hausmeister des Wohnhauses, George Lovett, der vor Jahren wegen eines Sexualdelikts an einem Minderjährigen im Gefängnis saß. Ledroit findet in Lovetts Wohnung Beweise dafür, dass Edgar einige Zeit dort verbracht hat. Während der Befragung erklärt Lovett jedoch, dass Edgar oft bei ihm geblieben ist, wenn seine Eltern sich gestritten haben. Während sie Flugblätter für vermisste Personen verteilen, bemerkt Cassie eine Obdachlose, die eine ähnliche rote Jacke trägt wie Edgar. Vincent kehrt unerwartet zur Arbeit zurück und stellt seinem Chef Lennie Eric vor, der die Führungskräfte ihres Netzwerks davon überzeugt, Vincents Vorschlag bei einem bevorstehenden Meeting zu berücksichtigen. Ledroit kehrt ins „The Lux“ zurück und entdeckt, dass der Sohn eines Küchenarbeiters das Kind war, dessen Stimme er auf seiner Aufnahme gehört hatte. Beim Durchforsten der Überwachungsaufnahmen aus dem Wohnblock der Andersons entdeckt er, dass Vincent das Gebäude sehr kurz nach Edgar verlassen hat, was ganz anders ist, als die Schilderung der Ereignisse, die Vincent ihm zuvor gegeben hatte. Vincent macht sich daran, ein Modell von Erics Puppe zu erstellen, während er die ganze Zeit von dem imaginären Eric geplagt wird, der ihn einerseits ermutigt, diese Idee weiterzuverfolgen, ihn andererseits aber davor warnt, andere in seinem Leben zu provozieren. |                 |               |                          |                                                |             |            |
| 1 | Folge 3         | Episode 3     | 30. Mai 2024             | 30. Mai 2024                                   | Lucy Forbes | Abi Morgan |
| Lovett wird freigelassen und von allen Anklagen freigesprochen. Ledroit richtet seine Ermittlungen wieder auf Vincent, der sich fieberhaft darauf vorbereitet, Eric dem Netzwerk vorzustellen. Während der Befragung auf der Polizeiwache enthüllt Vincent, dass er Edgar an jenem Morgen von ihrem Gebäude in eine Gasse gefolgt war, wo die beiden eine Auseinandersetzung hatten, die dazu führte, dass er Edgars T-Shirt zerriss und es dann benutzte, um sein eigenes Blut von der Wunde abzuwischen, die er bei diesem Vorfall erlitten hatte. In der Nähe aufgenommene Videoüberwachungsaufnahmen bestätigen Vincents Bericht über das Geschehene. Vincent wird freigelassen. Cassie trifft Cecile, die Mutter eines anderen vermissten Jungen, Marlon Rochelle, der im Jahr zuvor verschwunden war, und zeigt ihr Mitgefühl. Vincent liefert dem Netzwerk ein erfolgreiches Angebot. Doch einer der Führungskräfte sagt Lennie später, dass sie die Rolle von Eric übernehmen, Vincent aber loswerden wollen, und verweist auf sein unberechenbares Verhalten. Cecile überzeugt Ledroit, die Suche nach Marlon als Teil seiner Ermittlungen fortzusetzen, obwohl es keine Beweise für seinen Aufenthaltsort gibt, sehr zum Ärger seines Vorgesetzten. In einer Zusammenkunft für Obdachlose in der U-Bahn stellt sich heraus, dass Edgar am Leben ist und gefangen gehalten wird. |                 |               |                          |                                                |             |            |
| 1 | Folge 4         | Episode 4     | 30. Mai 2024             | 30. Mai 2024                                   | Lucy Forbes | Abi Morgan |
| Lennie informiert Vincent, dass der Sender ihn gefeuert hat, und Vincent reagiert mit einer wütenden Tirade über Lennies Illoyalität. Vincent geht in ein elegantes Restaurant, um Jerry, einen Sendermanager, zur Rede zu stellen, aber Vincents Vater Robert, ein reicher Immobilienentwickler, erscheint und begleitet Vincent aus dem Lokal. Er verspricht, Vincent zu unterstützen – wenn Vincent in eine Entzugsklinik geht. Als Vincent nach Hause zurückkehrt, verlangt Cassie, dass er auszieht. Sie enthüllt, dass sie mit einem weiteren Kind schwanger ist, dessen Vater ein Wohltätigkeitsarbeiter ist, mit dem sie eine Affäre hat. In der Obdachlosenzusammenkunft in der U-Bahn wird gezeigt, dass Edgar dort ist, weil er einem Obdachlosen, Yuusuf, gefolgt ist, der sich oft in seiner Nachbarschaft aufhält. Edgar gibt zu, dass er dies getan hat, weil er neugierig auf die Kunst des Mannes war. Ledroit befragt einen Müllmann, weil er Edgars blutverschmiertes T-Shirt gefunden hat, das er auf Videoaufnahmen einer Überwachungskamera entdeckt hat. Ledroit erfährt, dass sein Partner William Elliot an AIDS gestorben ist. Vincent bleibt bei Lovett, nachdem er Cassie verlassen hat, und bittet darum, Edgars Zeichnungen ihrer Nachbarschaft zu sehen. Bei näherer Betrachtung erkennt er, dass es sich bei den Zeichnungen eigentlich um eine Karte handelt, von der er nun glaubt, dass sie ihn zu Edgar führen wird. Ledroit, der herausgefunden hat, dass Lennie einmal in einem Club verhaftet wurde, der von jungen schwulen Strichern frequentiert wird, befragt Lennie über Edgar und Marlon, und Lennie gibt ihm den Namen einer Person, die den letzteren der beiden Jungen zuletzt gesehen haben könnte. |                 |               |                          |                                                |             |            |
| 1 | Folge 5         | Episode 5     | 30. Mai 2024             | 30. Mai 2024                                   | Lucy Forbes | Abi Morgan |
| Cassie erhält einen Anruf von Yuusuf, der ihr einen Treffpunkt mitteilt und verlangt, dass er die 25.000 Dollar Belohnung erhält, die Vincents Eltern für Edgars Rückkehr geboten haben. Ledroit geht Lennies Hinweis auf Ricardo nach, der verrät, dass er am Tag seines Verschwindens Basketballtrikots mit Marlon getauscht hat und dass sein Trikot, das Marlon damals trug, die Nummer 8 war. Ledroit vermutet auch, dass sowohl Ricardo als auch Marlon häufig im „The Lux“ waren. Er bittet den Besitzer des Clubs, Alex Gator, die Überwachungsaufnahmen des Clubs vom Tag von Marlons Verschwinden zu suchen. Vincent ist wütend über die Interpretation von Eric durch den Sender, als die neue Figur während einer Wohltätigkeitsveranstaltung vorgestellt wird. Edgars Karte führt Vincent zur U-Bahn und schließlich zu der Obdachlosenzusammenkunft, in dem Edgar festgehalten wird, aber beide sind sich der Anwesenheit des jeweils anderen nicht bewusst. Vincents Eltern bringen Ledroit herein, als Cassie sie um das Belohnungsgeld bittet, um den Mann zu bezahlen, der behauptet, Edgar zu haben. Bevor der Austausch stattfinden kann, schickt das Rathaus die Polizei, um die Obdachlosenzusammenkunft zu räumen. Yuusuf lässt eine Bekannte, ein Mädchen namens Raya, Edgar eilig an die Oberfläche bringen. Vincent entdeckt Edgar kurz im darauffolgenden Chaos. Während er an die Oberfläche klettert, rutscht Edgar aus und zieht Raya mit sich nach unten; beide fallen in das reißende Wasser eines darunterliegenden Durchlasses. |                 |               |                          |                                                |             |            |
| 1 | Folge 6         | Episode 6     | 30. Mai 2024             | 30. Mai 2024                                   | Lucy Forbes | Abi Morgan |
| Nach der Vertreibung der Obdachlosen aus der U-Bahn beginnen die Menschen gegen die harte Behandlung durch die Polizei zu protestieren. Gator übergibt Ledroit die fehlende Aufnahme von Marlon, aus der hervorgeht, dass der Sittenkommissar Nokes ihn totgeprügelt hat, nachdem er dabei erwischt wurde, wie er Oralsex mit dem stellvertretenden Bürgermeister Richard Costello hatte. Marlons Leiche wurde anschließend von einer Müllabfuhr abgeholt und entsorgt. An anderer Stelle erwacht Vincent aus einer Ohnmacht in der Obdachlosenzusammenkunft und erfährt von Yuusuf, dass er sich in Abwesenheit seiner zerrütteten Familie um Edgar gekümmert hat und dass er über den Abwasserkanal geflohen ist. Trotz der Einwände seines Vorgesetzten befiehlt Ledroit, Costello und seinen Schwager sowie die Mitarbeiter der Müllabfuhr festzunehmen, aber nur Costello selbst und der Müllmann Misha geben ihm Informationen über Marlon. Sowohl Vincent als auch Edgar schaffen es einzeln an die Oberfläche. Vincent bricht in letzter Minute in sein ehemaliges Studio ein und zieht Erics Kostüm an. Es gelingt ihm, während einer Protestaktion im Central Park eine Nachricht zu hinterlassen, die Edgars Aufmerksamkeit erregt und ihm ermöglicht, den Weg nach Hause zu finden. Ein paar Monate später hat Vincent eine Entzugskur gemacht und ist wieder in der Show, jetzt als Eric. Er und Edgar verbringen einen Moment miteinander, während der imaginäre Eric zusieht. |                 |               |                          |                                                |             |            |